# Metropolitan Life Insurance Company Tower
O Metropolitan Life Insurance Company Tower é um prédio construído em Nova York localizado na Madison Avenue construído em 1909 com 50 andares. Foi considerado o prédio mais alto do mundo quando foi finalizado tirando o título do Singer Building e manteve o título até 1913 quando foi superado pelo Woolworth Building.
O edifício foi designado, em 2 de junho de 1978, um Registro Nacional de Lugares Históricos bem como, na mesma data, um Marco Histórico Nacional.